# Battis István
Battis István (XVI. század) pálos rendi szerzetes.
Krakkói származású lengyel volt, 1523 körül élt és működött Magyarországon, több ízben, mint a rend priorja és vikáriusa. A boldogságos szűz ünnepéről készített munkát: Rosarium coeleste cím alatt, melyben az egész zsoltárt a Szűzanyára alkalmazva magyarázza, s a szentek életét írta meg elégiai és szapphói versmértékben. Többi kéziratait elősorolja a Könyv-Szemle (1878. 24. l.).